# Abies vejarii var. macrocarpa
Abies vejarii var. macrocarpa Martínez, 1948, è una varietà naturale di A. vejarii appartenente alla famiglia delle Pinaceae, endemica di due località disgiunte negli stati di Coahuila e Nuevo León, in Messico.

## Etimologia
Il nome generico Abies, utilizzato già dai latini, potrebbe, secondo un'interpretazione etimologica, derivare dalla parola greca ἄβιος = longevo. Il nome specifico vejarii è in onore di Octavio Vejar Vazquez, ministro dell'educazione del Messico all'epoca della scoperta. L'epiteto macrocarpa deriva dal greco (μακρόϛ macrós = lungo, grande e da καρπόϛ carpόs = frutto), e si riferisce alle grandi dimensioni dei coni femminili.

## Descrizione
Questa varietà si distingue da A. vejarii per le dimensioni maggiori dei coni femminili, lunghi 10-15 cm e larghi 5-7 cm, con brattee esposte.

## Distribuzione e habitat
Cresce in alta montagna a quote comprese tra 2800 e 3300 m, presumibilmente in formazioni miste con altre varietà di conifere native della zona.

## Tassonomia
La classificazione di questa varietà, così come A. vejarii, viene recentemente (Strandby et al., 2009) messa in discussione; tuttavia gli stessi autori ammettono che un consenso per la classificazione tassonomica degli Abies nativi del Messico meridionale e Guatemala è indubbiamente ancora remoto.

## Usi
Il suo legno non ha importanza commerciale, e la sua presenza in orti e giardini botanici è molto rara.

## Conservazione
Si conoscono solo due sub-popolazioni distanti, con areale primario stimato di circa 10 km² e areale secondario stimato di meno di 2000 km², sottoposte principalmente al rischio di incendi boschivi, che potrebbero distruggere una di esse. Per questi motivi la varietà viene classificata come specie vulnerabile nella Lista rossa IUCN.